# Zinnia oligantha
Zinnia oligantha là một loài thực vật có hoa trong họ Cúc. Loài này được Ivan M. Johnston miêu tả khoa học đầu tiên năm 1940.

## Phân bố
Loài này là bản địa đông bắc Mexico (các bang Chihuahua, Coahuila).